# Ірод Архелай

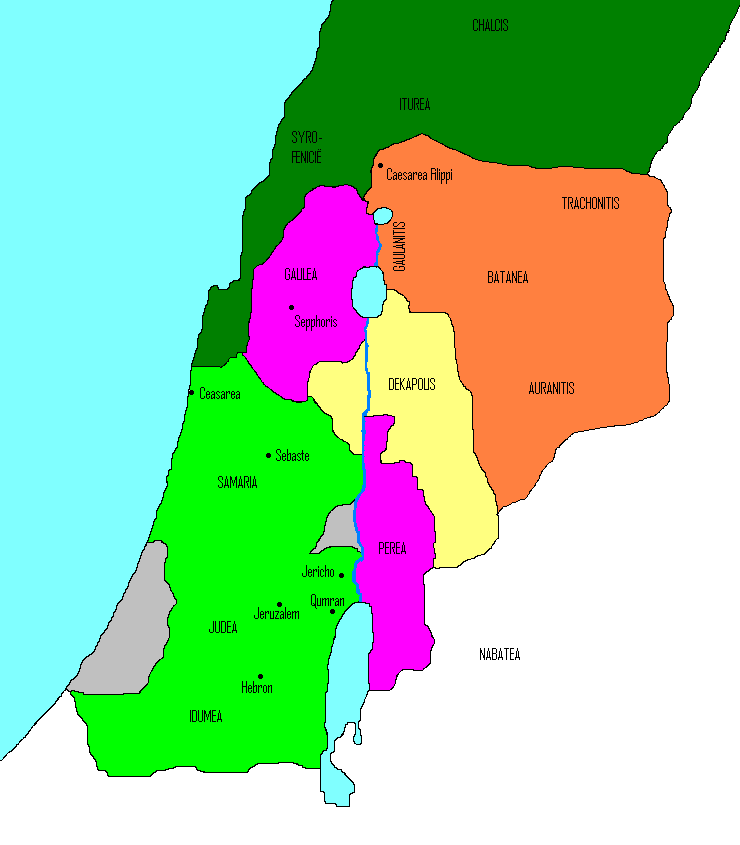
Розподіл Царства Іродом Великим:
Територія Ірода Архелая
Територія Ірода Антипи
Територія Ірода Филипа ІІ
Територія Саломеї (міста Явне, Азот, Фазаеліс)
Сирія
Автономні міста (Десятимістя)

Ірод Архелай (лат. Archelaus,  бл. 23 р. до н. е. — 18 рік) — етнарх Самарії, Юдеї та Ідумеї з 4 р. до н. е. до 6 р н. е., син Ірода I і його четвертої дружини, самаритянки Мальтаке.

## Заповіт Ірода І Великого
Ірод Великий у своїм третім за рахунком заповіті призначив Архелая спадкоємцем свого царства, а іншим своїм синам — Іродові Антипі та Іродові Филипу II, виділив менші області (тетрархії).

## Боротьба у Римі за затвердження царювання
Після смерті Ірода, Архелай не зміг прийняти царський титул відразу, а попрямував в Рим за затвердженням свого права царювання в імператора Августа. Перед його від'їздом в Єрусалимському Храмі відбулися заворушення з боку фарисеїв, противників Ірода. Це сталося під час святкування Великодня, коли в Єрусалим приходило безліч євреїв з ізраїльських земель. Бунт було придушено силою.
Після розгрому бунтарів крім Архелая в Рим вирушив його брат Ірод Антипа, а також посольство з безлічі противників Архелая, щоб оскаржити його право на успадкування престолу Ірода. Однак імператор, вислухавши обидві сторони, поклався на вибір Ірода і віддав перевагу Архелаю. Імператор Август підтвердив заповіт Ірода у всьому крім царського титулу: замість царя Архелай став етнархом — «правителем народу». Згідно із заповітом Архелай став правителем Самарії, Юдеї (включаючи Єрусалим) і Ідумеї. У цей час однак бунти поширюються по усій Юдеї. Два римські легіони під проводом Квінтилія Вара були послані на допомогу легіону, що перебував в Юдеї. Разом вони придушують ці бунти.

## Правління, суд та заслання
По прибутті з Рима до Юдеї як етнарх, Архелай одружився з Глафірою, вдовою свого брата Олександра та на той час нерозлученою дружиною Юби II. Свою дружину Маріамму, дочку Арістобула IV, він виганяє. Таке одруження було заборонене. Невдовзі через жорстоке поводження з підданими та численні скарги, Октавіан Август у 6 р н. е. провів над ним суд та відправив Архелая на заслання у Вієнн — місто в Нарбонській Галії, недалеко від Ліона, та конфіскував все його майно. Для секвестру майна Архелая, та проведення загального перепису населення були послані префектом Юдеї — Копоній, разом із намісником імператора у Сирії — Квірінієм. Таким чином закінчилося правління Архелая, а його володіння були включені до складу римської провінції Сирія. Про перебування Архелая у Вієнні не залишилося відомостей.

## Ірод Архелай уНовому Заповіті
У Новому Заповіті ім'я Ірода Архелая згадується один раз Евангелістом Матвієм у Євагелії від Матвія Мт. 2:22. Таким чином вступ до правління Ірода Архелая служить для датування повернення після втечі Ісуса, Марії і Йосипа з Єгипту до країв галилейських і Назарету.